# Durand de Chapelles
Durand de Chapelles ou Durand de Capelle, probablement né dans la paroisse des Chapelles en province du Maine (actuelle commune de Javron-les-Chapelles en Mayenne) et mort en janvier 1361, est un prélat français du XIVe siècle.

## Biographie
Durand de Chapelles est évêque de Couserans (à Saint-Lizier, dans l'actuelle Ariège) le 9 décembre 1345, évêque de Rieux le 17 septembre 1348, puis nommé évêque de Maguelone en 1353 par Innocent VI. Sacré en Avignon en 1354 en présence du pape et du Sacré Collège, Il occupera ce dernier siège jusqu'à sa mort en 1361,.
En 1358, il procéda à l'inhumation de la fille du roi de Majorque, femme du marquis de Montferrat, dans l'église des Franciscains de Montpellier.